# Sant Julià de Vilatorta
Sant Julià de Vilatorta – gmina w Hiszpanii, w prowincji Barcelona, w Katalonii, o powierzchni 16,2 km². W 2011 roku gmina liczyła 3024 mieszkańców.